# (28838) 2000 JA41
(28838) 2000 JA41 est un astéroïde de la ceinture principale d'astéroïdes découvert en 2000.

## Description
(28838) 2000 JA41 a été découvert le 6 mai 2000 à l'observatoire Magdalena Ridge, situé dans le comté de Socorro, au Nouveau-Mexique (États-Unis), par le projet Lincoln Near-Earth Asteroid Research (LINEAR).

### Caractéristiques orbitales
L'orbite de cet astéroïde est caractérisée par un demi-grand axe de 2,56 UA, un périhélie de 2,38 UA, une excentricité de 0,07 et une inclinaison de 14,39° par rapport à l'écliptique. Du fait de ces caractéristiques, à savoir un demi-grand axe compris entre 2 et 3,2 UA et un périhélie supérieur à 1,666 UA, il est classé, selon la JPL Small-Body Database, comme objet de la ceinture principale d'astéroïdes.

### Caractéristiques physiques
(28838) 2000 JA41 a une magnitude absolue (H) de 14,1 et un albédo estimé à 0,111.